# Lista monumentelor istorice din județul Sibiu - G

Simbol pentru monumentele istorice

Lista monumentelor istorice din județul Sibiu - G cuprinde monumentele istorice înscrise în Patrimoniul cultural național al României și aflate în localități ce încep cu litera G din județul Sibiu.
Lista completă este menținută și actualizată periodic de către Ministerul Culturii, Cultelor și Patrimoniului Național din România, prin intermediul Institutului Național al Patrimoniului, ultima versiune datând din 2015. Această listă cuprinde și actualizările ulterioare, realizate prin ordin al ministrului culturii.
| Cod LMI                          | Denumire                                                            | Localitate                          | Localizare             | Datare, Creatori                                                  | Imagine               | Erori             |
| -------------------------------- | ------------------------------------------------------------------- | ----------------------------------- | ---------------------- | ----------------------------------------------------------------- | --------------------- | ----------------- |
| SB-II-m-B-12390 (RAN: 145541.01) | Biserica „Intrarea în Biserică”                                     | sat Galeș; oraș Săliște             | Str. Principală 59     | înc. sec. XVIII,1809                                              |                       | Raportează eroare |
| SB-II-a-B-12391                  | Ansamblul bisericii evanghelice fortificate                         | sat Gherdeal; comuna Bruiu          | 51 45.8596°N 24.7365°E | sec. XVI - XIX                                                    | Alte imagini          | Raportează eroare |
| SB-II-m-B-12391.01               | Biserica evanghelică                                                | sat Gherdeal; comuna Bruiu          | 51                     | cca. 1850                                                         | Încarcă foto \| video | Raportează eroare |
| SB-II-m-B-12391.02               | Incintă fortificată, cu turnuri de colț și încăperi pentru provizii | sat Gherdeal; comuna Bruiu          | 51                     | primul sfert al sec. XVI,1846 (acces și încăperi pentru provizii) | Încarcă foto \| video | Raportează eroare |
| SB-II-m-B-21016                  | Biserica ortodoxã „Sfântul Nicolae”                                 | sat Gherdeal; comuna Bruiu          | 45.8568°N 24.7322°E    |                                                                   | Alte imagini          | Raportează eroare |
| SB-II-m-B-12392                  | Biserica „Cuvioasa Paraschiva”, cu turnul-clopotniță                | sat Ghijasa de Jos; comuna Nocrich  | f.n.                   | 1864 (biserica), 1881 (turnul)                                    | Încarcă foto \| video | Raportează eroare |
| SB-II-m-B-12394                  | Casă de lemn                                                        | sat Gura Râului; comuna Gura Râului | 507                    | sf. sec. XIX                                                      | Încarcă foto \| video | Raportează eroare |
| SB-II-m-B-12393                  | Pod de lemn, acoperit                                               | sat Gura Râului; comuna Gura Râului | 541                    | sf. sec. XIX                                                      | Încarcă foto \| video | Raportează eroare |
| SB-II-m-B-12395                  | Casă de lemn                                                        | sat Gura Râului; comuna Gura Râului | 936                    | sec. XIX                                                          | Încarcă foto \| video | Raportează eroare |
| SB-II-a-B-12396                  | Ansamblu textil hidraulic                                           | sat Gura Râului; comuna Gura Râului | Str. Principală 1074   | sec. XIX                                                          | Încarcă foto \| video | Raportează eroare |
| SB-II-m-B-12397 (RAN: 144606.01) | Biserica „Cuvioasa Paraschiva”-Biserica Mică                        | sat Gura Râului; comuna Gura Râului | Str. Principală 220    | sec. XVIII - XIX                                                  | Alte imagini          | Raportează eroare |